# Marvin David Levy

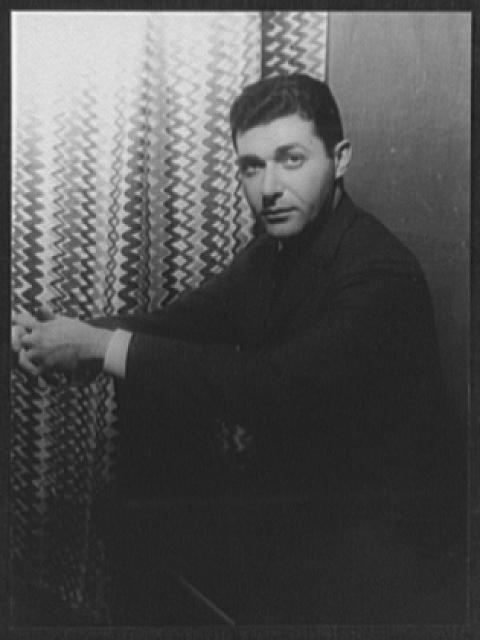
Marvin David Levy (1959)
Photo von Carl Van Vechten

Marvin David Levy (* 2. August 1932 in Passaic, New Jersey; † 9. Februar 2015 in Fort Lauderdale, Florida) war ein US-amerikanischer Komponist.
Levy studierte an der Juilliard School of Music in New York City und der New York University. Er war maßgeblich an der Gründung der Fort Lauderdale Opera beteiligt, die er auch leitete. Seine Oper Mourning Becomes Electra wurde 1967 anlässlich der Neueröffnung der Metropolitan Opera in ihrem neuen Haus uraufgeführt.

## Werke
- The Tower, Oper, 1956
- Sotoba Komachi, Oper, 1957
- Escorial, Oper
- Mourning Becomes Electra, Oper nach Eugene O’Neill, 1967
- For the Time Being, Oratorium
- Masada, Oratorium
- Pascua Florida
- Arrows of Time
- The Grand Balcony, Musical
- The Zachary Star, Musical